# Фрей (футбольный клуб)
ИК «Фрей» (швед. Idrottsklubben Frej) — шведский футбольный клуб, базирующийся в северном пригороде Стокгольма, в коммуне Тебю.
Также одноимённое спортивное общество, включающее в себя секции других видов спорта.
С 2015 года футбольный клуб выступает в Суперэттан, втором по значимости дивизионе шведского футбола.